# FC CSKA Dushanbe
El FC CSKA Dushanbe (en ruso: Клуби футболи ЦСКА Душанбе) fue un equipo de fútbol de Tayikistán que jugó en la Liga de fútbol de Tayikistán, la primera división de fútbol del país.

## Historia
Fue fundado en el año 1947 en la ciudad de Stalinabad (actual Dusambé) como el equipo representante del Ejército Rojo bajo el nombre ODO Stalinabad, y en sus primeros años jugó en la Copa de la Unión Soviética antes de unirse a la Liga Soviética de Tayikistán en los años 1960.
El club fue campeón nacional en tres ocasiones y ganó el título de copa durante el periodo soviético hasta que se dio la disolución de la Unión Soviética y la independencia de Tayikistán en 1992.
En 1994 es campeón de la segunda división nacional y juega por primera vez en la Liga de fútbol de Tayikistán en 1995 tras la independencia, liga en la que estuvo por dos temporadas hasta que desaparece en 1996.
El club es refundado en 2004 luego de la expansión de equipos en la primera división donde terminó en séptimo lugar. El 2005 fue el mejor año del club tras la independencia, donde terminó en cuarto lugar de la Liga de fútbol de Tayikistán y avanzó hasta las semifinales de la Copa de Tayikistán donde fue eliminado por el Vahsh Qurghonteppa por la regla del gol de visitante.
Luego de finalizar la temporada 2006 en quinto lugar, el club se fusiona con el SKA Pamir para crear al CSKA Pamir Dushanbe y desaparece.

## Nombres
- 1947-1949 - ODO (en español: Cámara de Oficiales del Distrito)
- 1950-1952 - DO (en español: Cámara de Oficiales)
- 1954-1963 - DSA (en español: Casa del ejército soviético)
- 1964-1965 - Zvezda
- 2004-2006 - CSKA

## Palmarés

### Época Soviética
- Liga Soviética de Tayikistán: 3

1963, 1964, 1965
- Copa Soviética de Tayikistán: 2

1951, 1963

### Era Independiente
- Primera Liga de Tayikistán: 1

1994

## Jugadores

### Jugadores destacados
| - Pirmurad Burkhonov - Farkhod Vosiev - Mirzobek Mirzoev | - Bakhour Sharipov - Daler Sharipov |